# 少花杉叶杜
少花杉叶杜（学名：Diplarche pauciflora）为杜鹃花科杉叶杜属下的一个种。